# Eliminatórias da Copa do Mundo FIFA de 2010 - América do Norte, Central e Caribe (primeira fase)
Resultados das partidas da primeira fase das eliminatórias norte, centro-americana e caribenha para a Copa do Mundo FIFA de 2010. 
As equipes classificadas entre 14 e 35 no ranking de seleções da CONCACAF disputaram a fase em partidas eliminatórias de ida e volta. Os classificadados enfrentarão as melhores seleções da região na segunda fase.

## Resultados
| 6 de fevereiro de 2008 19:00 (UTC-4) | Dominica      | 1 – 1     | Barbados     | Windsor Park, Roseau                       |
|                                      | Pacquette 21' | Relatório | Williams 43' | Público: 4,200 Árbitro: CRC Walter Quesada |

| 26 de março de 2008 16:00 (UTC-4) | Barbados     | 1 – 0     | Dominica | Kensington Oval, Bridgetown               |
|                                   | Stanford 80' | Relatório |          | Público: 4,150 Árbitro: GUA Carlos Batres |

| 6 de fevereiro de 2008 19:45 (UTC-5) | Turcos e Caicos          | 2 – 1     | Santa Lúcia   | TCIFA National Academy, Providenciales        |
|                                      | Lowery 31' · Glinton 74' | Relatório | Gilbert 90+2' | Público: 2,200 Árbitro: CAY Alfredo Whittaker |

| 26 de março de 2008 15:00 (UTC-4) | Santa Lúcia           | 2 – 0     | Turcos e Caicos | Estádio Nacional, Vieux Fort           |
|                                   | McPhee 28' · Elva 85' | Relatório |                 | Público: 1,200 Árbitro: BRB Mark Forde |

| 3 de fevereiro de 2008 15:00 (UTC-4) | Bermuda     | 1 – 1     | Ilhas Cayman | Estádio Nacional, Hamilton                   |
|                                      | Burgess 18' | Relatório | Grant 87'    | Público: 2,000 Árbitro: CAN Mauricio Navarro |

| 30 de março de 2008 19:00 (UTC-5) | Ilhas Cayman     | 1 – 3     | Bermudas                      | Truman Bodden Stadium, George Town       |
|                                   | Forbes 64' (pen) | Relatório | Degraff 19', 23' · Steede 53' | Público: 3,200 Árbitro: USA Jair Marrufo |

| 6 de fevereiro de 2008 20:00 (UTC-4) | Aruba | 0 – 3     | Antígua e Barbuda                            | Estádio Trinidad, Oranjestad              |
|                                      |       | Relatório | Dublin 23' · Gregory 27' · Sierra 40' (g.c.) | Público: 250 Árbitro: CUB Roberto Delgado |

| 26 de março de 2008 16:15 (UTC-4) | Antígua e Barbuda | 1 – 0     | Aruba | Antigua Recreation Ground, Saint John's       |
|                                   | Challenger 86'    | Relatório |       | Público: 1,000 Árbitro: JAM Courtney Campbell |

| 6 de fevereiro de 2008 15:00 (UTC-6) | Belize                        | 3 – 1     | São Cristóvão e Neves | Mateo Flores, Cidade da Guatemala (GUA)  |
|                                      | McCauley 7', 41' · Roches 23' | Relatório | Williams 13'          | Público: 500 Árbitro: JAM Howard Stennet |

| 26 de março de 2008 19:00 (UTC-4) | São Cristóvão e Nevis | 1 – 1     | Belize    | Warner Park Sporting Complex, Basseterre |
|                                   | Mitchum 84'           | Relatório | Smith 39' | Público: 2,000 Árbitro: TRI Neal Brizan  |

| 26 de março de 2008 16:00 (UTC-4) | Bahamas       | 1 – 1     | Ilhas Virgens Britânicas | Thomas Robinson Stadium, Nassau          |
|                                   | St. Fleur 47' | Relatório | Lennon 68'               | Público: 450 Árbitro: PAN Roberto Moreno |

| 30 de março de 2008 16:00 (UTC-4) | Ilhas Virgens Britânicas | 2 – 2     | Bahamas                   | Thomas Robinson Stadium, Nassau                |
|                                   | Williams 72', 90' (pen)  | Relatório | Bethel 41' · Mitchell 57' | Público: 940 Árbitro: DOM Félix Mercedes Suazo |

| 26 de março de 2008 20:00 (UTC-4) | Porto Rico         | 1 – 0 (pro) | República Dominicana | Estádio Juan Ramón Loubriel, Bayamón         |
|                                   | Villegas 96' (pen) | Relatório   |                      | Público: 8,000 Árbitro: MEX Mauricio Morales |

Este confronto não teve jogo de ida devido o fato de não haver estádio que cumprisse as exigências da FIFA na República Dominicana .
| 26 de março de 2008 15:00 (UTC-4) | Granada                                                                                                  | 10 – 0    | Ilhas Virgens Americanas | Estádio Nacional, Saint George's       |
|                                   | Roberts 3', 8' · Charles 9', 43', 65', 87' · Rennie 22' · Langaigne 57' · Bubb 82' · Ferguson 89' (g.c.) | Relatório |                          | Público: 3,000 Árbitro: GUY Otis James |

Este confronto não teve jogo de ida devido o fato de não haver estádio que cumprisse as exigências da FIFA nas Ilhas Virgens Americanas .
| 26 de março de 2008 18:00 (UTC-4) | Montserrat  | 1 – 7     | Suriname                                                                    | Marvin Lee Stadium, Tunapuna (TRI)     |
|                                   | Farrell 48' | Relatório | Christoph 36', 55' · Wondel 44' · Valies 64' · Huur 80' · Schurman 86', 88' | Público: 100 Árbitro: SLV Joel Aguilar |

Este confronto teve uma partida única disputada em Trinidad e Tobago devido ao fato de não haver estádios que cumprissem as exigências da FIFA tanto no Suriname quanto em Montserrat .
| 6 de fevereiro de 2008 19:30 (UTC-6) | El Salvador                                                                                              | 12 – 0    | Anguila | Estadio Cuscatlán, San Salvador                        |
|                                      | Martin 5', 18' · Corrales 31', 33', 54', 65', 68' · Cerritos 47', 77', 84' · Quintanilla 70' · Umaña 80' | Relatório |         | Público: 15,000 Árbitro: ANT Javier Jauregui Santillán |

| 26 de março de 2008 20:00 (UTC-4) | Anguilla | 0 – 4     | El Salvador                                              | RFK Stadium, Washington, DC (EUA)          |
|                                   |          | Relatório | Cerritos 8' · Corrales 15' · Monteagudo 23' · Torres 35' | Público: 22,670 Árbitro: GRN Valman Bedeau |

| 6 de fevereiro de 2008 15:00 (UTC-6) | Nicarágua | 0 – 1     | Antilhas Neerlandesas | Estadio Cacique Diriangén, Diriamba      |
|                                      |           | Relatório | Jongsma 15'           | Público: 7,000 Árbitro: GUA Walter López |

| 26 de março de 2008 20:00 (UTC-4) | Antilhas Neerlandesas     | 2 – 0     | Nicarágua | Stadion Ergilio Hato, Willemstad              |
|                                   | Loran 42' · Zimmerman 81' | Relatório |           | Público: 9,000 Árbitro: SUR Enrico Wijngaarde |